# 汪瀚 (明朝)
汪瀚（1440年—？年），字文淵，四川夔州府開縣人，民籍，明朝政治人物。

## 生平
四川鄉試第六十二名舉人。成化十七年（1481年）中式辛丑科會試第二百十四名，三甲第一百一十一名進士。二十二年官河南修武县知县。

## 家族
曾祖汪勝聰；祖父汪志誠；父汪中，母方氏。